# Кукес (округ)
Кукес (алб. Rrethi i Kukësit) — один з 36 округів Албанії, розташований в північно-східній частині країни.

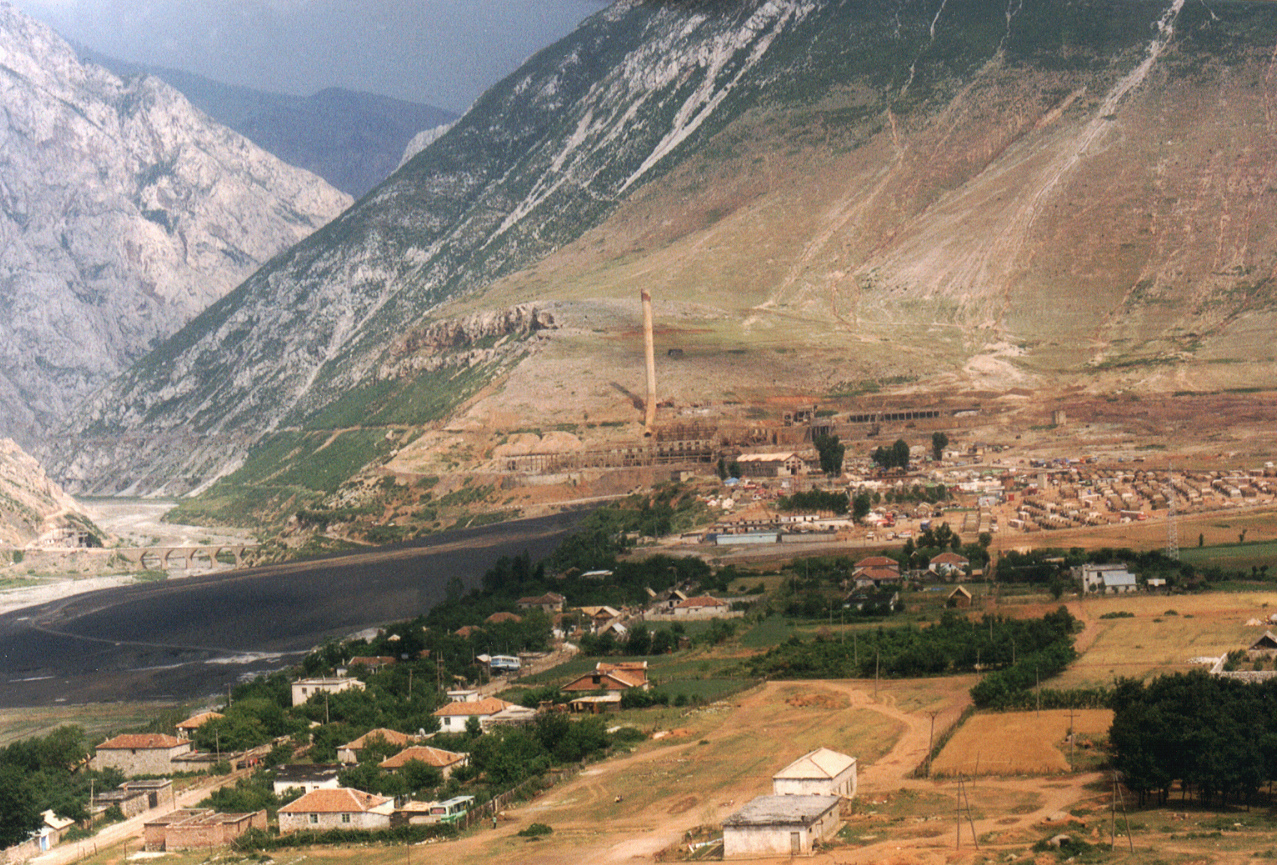
Табір біженців біля Кукеса, 1999 рік

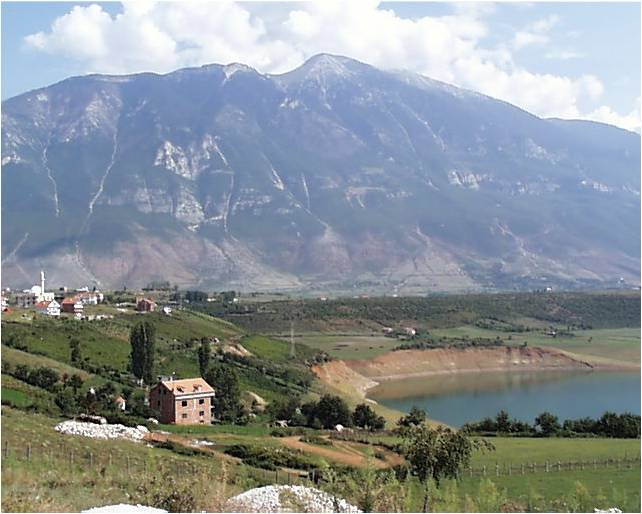
Гора Гяліца, вид з Кукеса

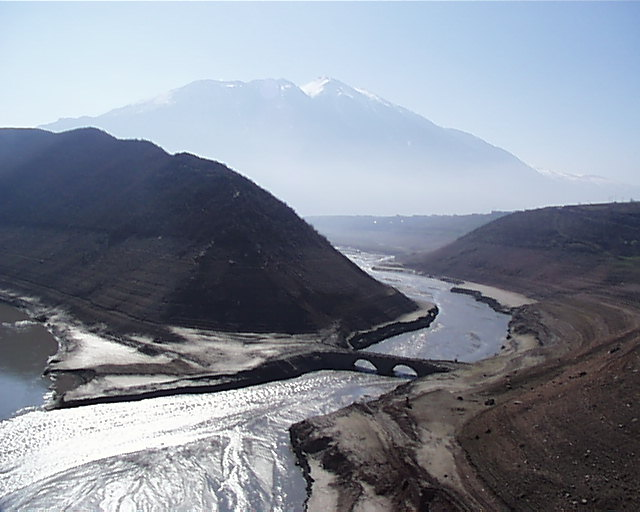
Старий міст біля впадання річки Дрин у водосховище Фіерза

Округ займає територію 956 км² і відноситься до області Кукес. Адміністративний центр — місто Кукес.
Перед Другою світовою війною округ був тісно пов'язаний з Косовом. До міста Призрен тут всього 60 км. Однак повоєнне закриття албанських кордонів призвело до розриву цих зв'язків. Після відходу сербської армії з кордону після закінчення війни в Косово, десятки тисяч етнічних албанців з Косова хлинули сюди, шукаючи порятунку.

## Географічне положення
Округ розташований на північному сході Албанії в гірській місцевості. На схід від міста Кукес гори досягають висоти понад 2400 м. Найвища точка — гора Гяліца (Gjallica) (2484 м).
Північний кордон округу утворює річка Дрин. У цій частині вона запружена, утворивши водосховище Фієрза. З півдня в водосховище впадає Чорний Дрин, об'єднуючись тут з поточним зі сходу Білим Дрином. Долина Дрина така ж вузька і неприступна, як і багато районів округу.
На сході знаходиться Косово. Поблизу Моріна, в 39 км на схід Кукеса, в долині Білого Дрина, розташований головний прикордонний перехід Врбніца між Албанією та Косово.

## Економіка і промисловість
На схід від Кукеса видобувається хром, є родовища мідних руд.
Населення зайняте сільським господарством. Кукес (18 000 жителів) — єдине місто в окрузі. Практично всі жителі — сунітські мусульмани. На східному кордоні в декількох селах живуть горанці.

## Транспорт
Кукес довгий час був відрізаний від решти країни. Тільки вузькі гірські дороги, що ведуть через численні перевали, пов'язували округ з іншими містами, а взимку багато сіл були відрізані від зовнішнього світу.
В Кукесі побудований аеропорт, але повітряне сполучення практично відсутнє. Новий автобан до Косова з 5-кілометровим підземним тунелем, що проходить через Кукес, значно скоротив шлях сюди.
В даний час Албанія будує швидкісну автодорогу від найбільшого порту Албанії Дуррес в Кукес. Планується, що в майбутньому вона буде продовжена до Приштини.

## Адміністративний поділ
Територіально округ розділений на місто Кукес і 14 громад: Arrën, Бічай (Bicaj), Буштріца(Bushtrica), Grykë-Çaja, Каліс (Kalis), Колш(Kolsh), Malzi, Шіштевац, Shtiqën, Surroj, Tërthor, Topojan, Ujmisht, Запод.